# Porcellium sfenthourakisi
Porcellium sfenthourakisi là một loài chân đều trong họ Trachelipodidae. Loài này được Schmalfuss miêu tả khoa học năm 1996.